# Yipsi Moreno
Yipsi Moreno González, född den 19 november 1980, Camagüey, Kuba är en kubansk friidrottare som tävlar i släggkastning.
Moreno har tillhört världseliten i släggkastning sedan slutet av 1990-talet. Moreno blev fyra på ungdoms-VM 1998 och vid OS 2000 slutade Moreno fyra. Året efter vann hon VM-guld och noterade även ett kast på över 70 meter för första gången. Under 2003 vann Moreno ånyo VM-guld och kastade samma år över 75 meter i slägga. Vid OS 2004 slutade Moreno tvåa efter Olga Kuzenkova. En andra plats blev det även vid VM 2005 i Helsingfors även denna gång efter Olga Kuzenkova.   
Ytterligare en silvermedalj erövrade hon vid VM i Osaka 2007 då hon fick se sig besegrad av Betty Heidler, hennes silverkast denna gång mätte 74,74. Under 2008 förbättrade hon sitt personliga rekord till 76,62 vilket är både kubanskrekord och amerikansk rekord i slägga. Vid Olympiska sommarspelen 2008 kastade hon 75,20 vilket innebar ytterligare en silvermedalj, denna gång var det Aksana Miankova som blev hennes överman.